# Batalla de Gamonal
La batalla de Gamonal fou una de les batalles de la guerra del Francès.

## Antecedents

Campanyes franceses

A finals de 1807, Napoleó va decidir que la monarquia de Carles IV, aliada però independent, era ja de molt escassa utilitat i que seria molt més convenient per als seus designis la creació d'un Estat satèl·lit, i el Tractat de Fontainebleau de 1807, que van firmar autoritzava les tropes napoleòniques a creuar Espanya per tal d'envair Portugal.
Les primeres tropes franceses entren a Espanya per Catalunya el 10 de febrer de 1808, comandades pel general Guillaume Philibert Duhesme en direcció a València. Posteriorment entrarien les tropes de Joseph Chabran, que ocupen el Castell de Sant Ferran de Figueres, Honoré Charles Reille i Laurent Gouvion Saint-Cyr. El 13 de febrer de 1808, les tropes de Duhesme i Giuseppe Lechi entren a Barcelona. Els francesos van prendre Pamplona el 16 de febrer, i el general Joachim Murat va arribar a Burgos el 13 de març de 1808 camí de Madrid per obtenir la seva adhesió. L'abril de 1808 Napoleó després d'aconseguir l'abdicació de Carles IV i Ferran VII a Baiona, va nomenar rei el seu germà Josep I Bonaparte.
Iniciada la revolta amb l'aixecament del 2 de maig de 1808 i les renúncies successives de Carles IV i el seu fill Ferran al tron d'Espanya en favor de Napoleó Bonaparte, qui a continuació cediria els drets al seu germà Josep Bonaparte, qui regnaria amb el nom de Josep I, el Mariscal Jean-Baptiste Bessières, destinat a Burgos, va enviar el 2 de juny del 1808 al general Merle amb 6 batallons i 200 cavalls a apaivagar la insurrecció de Santander, però va haver de tornar per unir-se al general Lasalle que havia partit de Burgos el 5 de juny de 1808 amb 4 Batallons i 700 cavalls, cap a Valladolid, on hi havia una important revolta.
La derrota de les tropes napoleòniques el juliol a la batalla de Bailèn va tenir greus conseqüències per a l'esforç bèl·lic francès. La notícia es va estendre per tota la península, i l'arribada dels anglesos i la reorganització dels exèrcits espanyols que planejaven l'atac de Madrid va forçar el rei Josep I Bonaparte a abandonar Madrid i retirar tot l'exèrcit més enllà de l'Ebre.
Napoleó va haver de venir a Espanya de nou amb un nombrós exèrcit per consolidar el seu domini i ordenà a Claude Victor Perrin i François Joseph Lefebvre que bloquegessin Blake mentre ell avançava cap a Burgos, ocupada per l'exèrcit d'Extremadura, compost per 18.000 homes en tres divisions, al comandament de Ramón Patiño, el comte de Belveder, nomenat per la Junta Central per reemplaçar José Galluzo. El mariscal Soult va prendre el control del segon cos francès, en substitució de Jean Baptiste Bessières, que passa a comandar la cavalleria i es dirigeixen a l'encontre de Napoleó, que es dirigeix de Vitòria a Madrid.
El 7 de novembre 1808 arriba la primera divisió, el 9 la segon, i la tercera va romandre a Lerma (Burgos), havent a la ciutat i rodalia 12.000 homes, 1.200 d'ells de cavalleria. Confiat Belveder, va donar descans als oficials de la 2a divisió, creient que la primera seria suficient per rebutjar als francesos en d'atac. ignorant la superioritat de seus adversaris i la feblesa de les seves tropes.

## Batalla
A les 6 del matí del 10 de novembre de 1808 el general Lasalle, amb cavalleria francesa, va arribar a Villafría, a tres quarts de llegua de Gamonal, on esperava la primera divisió de Belveder, comandada per Fernando María de Alós que retrocedí fins a Rubena on fou rebutjada per Lasalle, obligant al replegament cap a Gamonal, on va dirigir-se la resta de l'exèrcit espanyol, que fou derrotat, fugint en desbandada mentre la cavalleria pesant de Jean Baptiste Bessières els persegueix i s'apodera de l'artilleria.

## Conseqüències
Els vencedors van entrar a la ciutat, que fou saquejada. Napoleó va fer de Burgos el quarter general, i el 12 de novembre, revistades les tropes, va anunciar el perdó i l'amnistia general als espanyols que en un mes a comptar de l'entrada a Madrid, deposessin les armes i renunciessin a qualsevol aliança i comunicació amb els anglesos. Napoleó va partir cap a Madrid, deixant al seu germà Josep a la ciutat. Els espanyols van ser incapaços d'expulsar els francesos per la seva derrota a la batalla de Tudela el 23 de novembre i els francesos avançaren de nou sobre Madrid. Derrotaren pocs dies després els espanyols a la batalla de Somosierra, i entraren a la capital el 4 de desembre, mentre Saragossa era assetjada.